# Fyrisån
 (octobre 2013).
Si vous disposez d'ouvrages ou d'articles de référence ou si vous connaissez des sites web de qualité traitant du thème abordé ici, merci de compléter l'article en donnant les références utiles à sa vérifiabilité et en les liant à la section « Notes et références ».
La Fyrisån ou Fyris est une rivière du centre de la  Suède qui traverse la ville d'Uppsala et se jette dans le lac Mälar.

## Étymologie
Elle était autrefois appelée Salaån mais son nom  a été changé au XVIIe siècle pour marquer le souvenir des Fyrisvellir, ces anciens marais, hauts lieux des épopées nordiques, en particulier de la bataille de Fyrisvellir, vers 980.

## Histoire
C'est dans cette rivière que Carl von Linné, de retour de son expédition de 1732 en Laponie, expérimenta la production artificielle de perles avec des moules perlières d'eau douce.

## Navigation
Les bateaux peuvent remonter le cours de la rivière jusqu'au centre d'Uppsala, où deux séries de rapides ne permettent pas d'aller plus loin. Traditionnellement, chaque année, à la fin du mois d'avril, les étudiants organisent une compétition de descente en radeau de ces rapides, donnant lieu à des réjouissances et à de spectaculaires renversements.

## Galerie

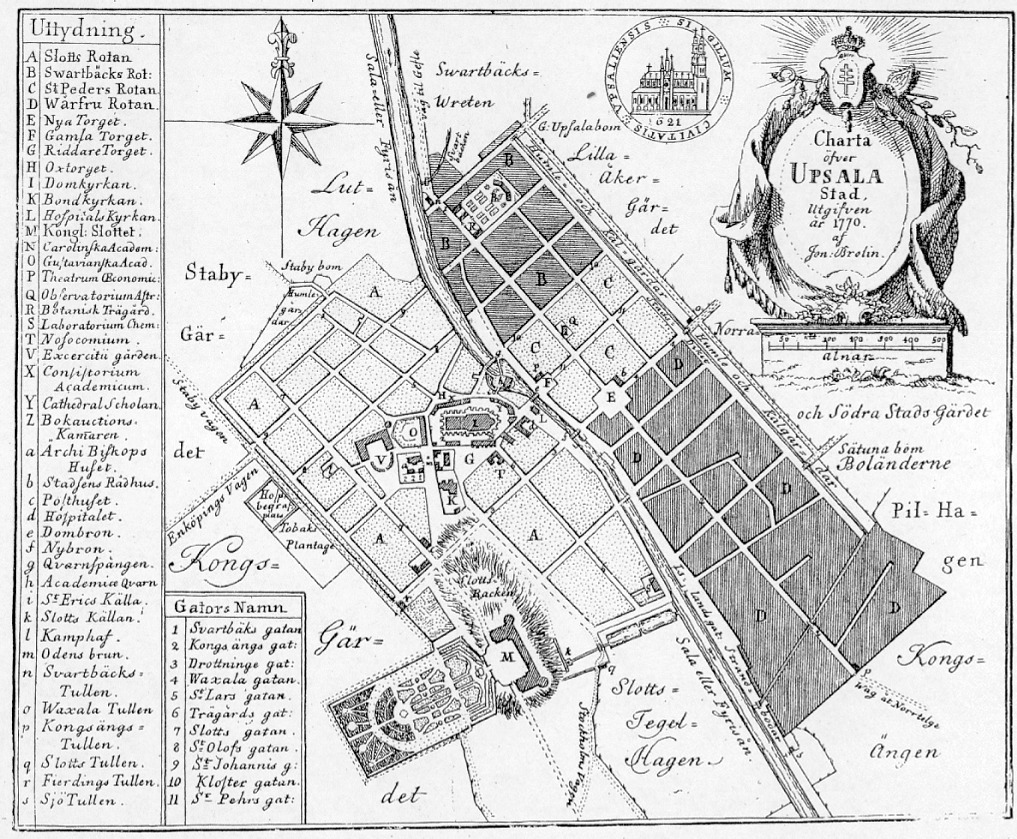
Carte de la ville d'Uppsala en 1770 : la cité est bâtie de part et d'autre de la rivière Fyris
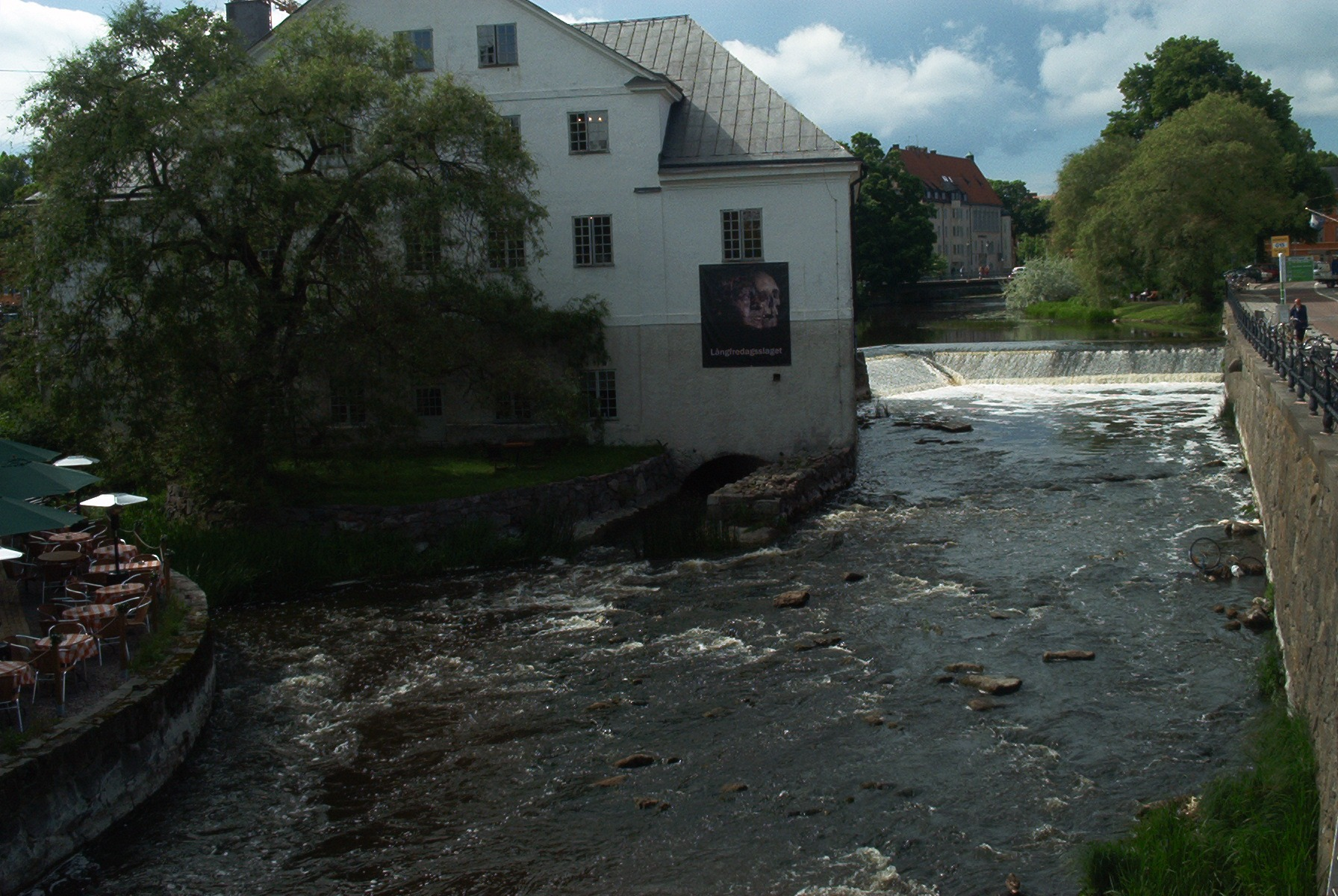
La Fyris près de l'ancien moulin de l'Université d'Uppsala devenu le musée régional
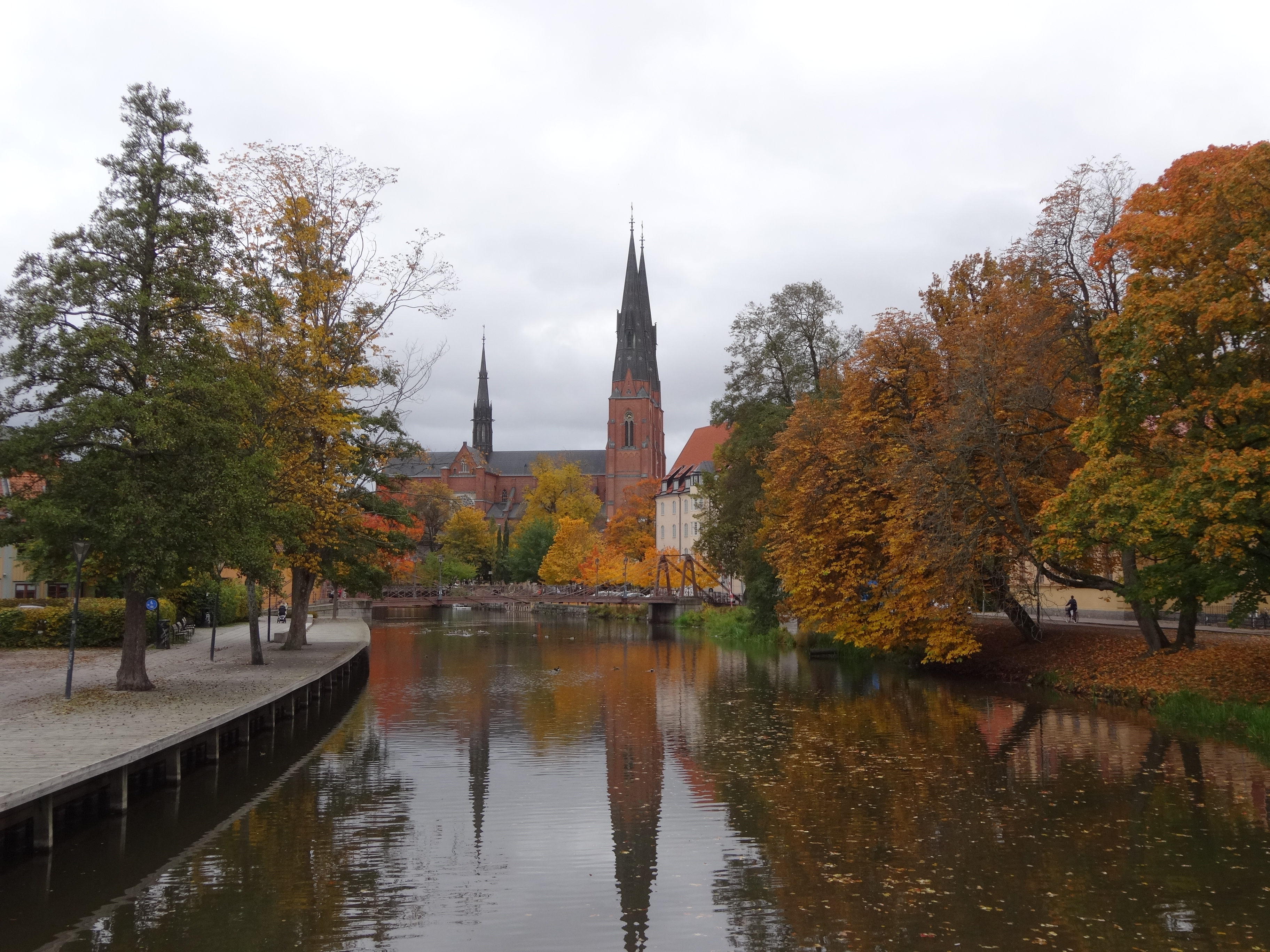
La cathédrale d'Uppsala se reflétant dans la Fyris